# Loop (Texas)
Pour les articles homonymes, voir Loop.
Loop est une census-designated place située dans le comté de Gaines, dans l’État du Texas, aux États-Unis. Sa population s’élevait à 225 habitants lors du recensement de 2010.